# بحيرة غويبا
بحيرة غويبا (Guaíba) هو ممر مائي في ريو غراندي دو سول، وهي ولاية في جنوب البرازيل. وتشتهر بتأملها الجميل عند غروب الشمس. غويبا هي امتداد لأكبر بحيرة في البرازيل لاجوا دوس بانوس، وهي بحيرة ساحلية ضخمة في الجنوب، وعلى الرغم من أنه يشار إليها عادة باسم «النهر»، فإن غويبا هي بمساحة بحيرة،  ويشار إليها أيضًا باسم الخليج. يفرغ نهر جاكوي إلى غويبا من الشمال.
تقع بورتو أليغري، عاصمة ريو غراندي دو سول، على الشاطئ الشرقي لبحيرة غايبا، وتقع مدينة غويبا قبالة بورتو أليغري على الشاطئ الغربي. نهر غويبا صالح للملاحة، وهو متصل بالمحيط الأطلسي عبر بحيرة لاجوا دوس بانوس وقناة منافذ البيع، التي تقع في أقصى الجنوب في ريو غراندي.